# Волк Валентина Пилипівна
Вовк Валентина Пилипівна (нар. 20 жовтня 1929, Сумська область — 9 липня 2006) — свинарка колгоспу «Комуніст» Ямпільського району Сумської області Української РСР, Герой Соціалістичної Праці.

## Біографія
Народилася 20 жовтня 1929 року в селі Орлівка Ямпільського району Сумської області в селянській родині. Українка. До 1951 року працювала листоношею. У 1951—1973 роках працювала свинаркою в колгоспі «Комуніст».
Спочатку працювала на відгодівлі. Незабаром їй запропонували відібрати групу свиноматок. Відібрала спочатку 18 свиноматок. Вже в перший рік отримала в середньому по 21 поросяті від кожної свиноматки. У 1958 році отримала по 25 поросят на одну свиноматку, за що була нагороджена орденом Леніна; в 1966 році — по 26 поросят на одну свиноматку, за що була нагороджена орденом Трудового Червоного Прапора. У 1971 році отримала рекордний приріст худоби в середньому по 28 поросят на одну свиноматку.
Указом Президії Верховної Ради СРСР від 8 квітня 1971 року за видатні успіхи, досягнуті в розвитку сільськогосподарського виробництва і виконання п'ятирічного плану продажу державі сільськогосподарських продуктів в 1971 році, Вовк Валентині Пилипівні присвоєно звання Героя Соціалістичної Праці з врученням ордена Леніна і золотої медалі «Серп і Молот».
У 1973—1978 роках працювала завідувачкою свиноферми, з 1978 року до середини 1980-х років — старшою свинаркою колгоспу «Комуніст». З середини 1980-х років на пенсії; пенсіонер союзного значення. Обиралася депутатом Сумської обласної ради п'яти скликань. Член КПРС з 1968 року. Була наставницею молоді. Жила в селі Орлівка. Померла 9 липня 2006 року. Похована на цвинтарі в селі Орлівка.
Нагороджена 2 орденами Леніна, орденом Трудового Червоного Прапора, медалями. Удостоєна почесного звання «Заслужена колгоспниця».